# Hulhumalé
Hulhumalé – wyspa na Malediwach, na atolu Kaafu. Według danych na rok 2014 liczyła 15769 mieszkańców.